# Vicente Peleguer

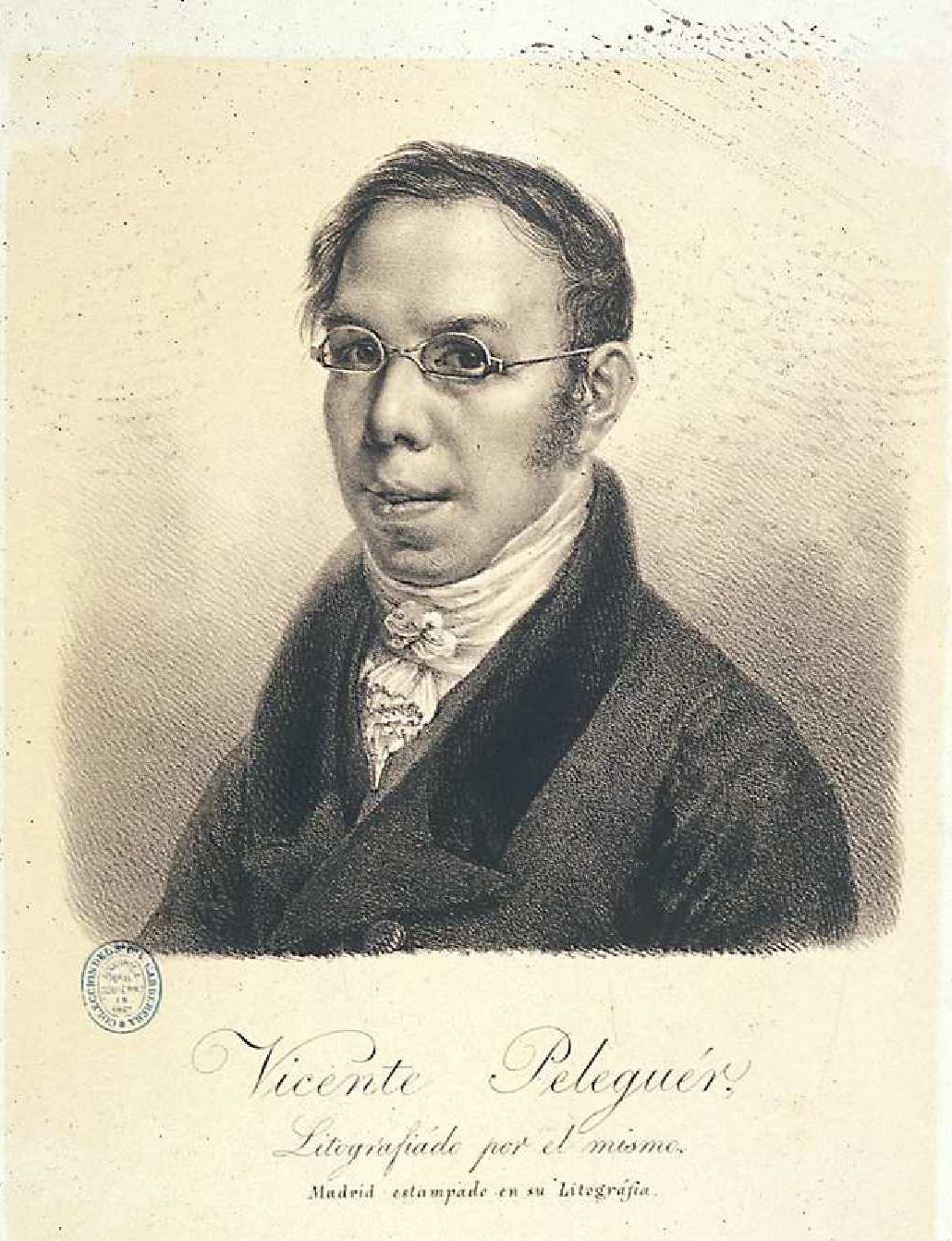
Vicente Peleguer, autorretrato. Inscripción: «Vicente Peleguer / Litografiado por el mismo / Madrid estampado en su litografía». Madrid, Biblioteca Nacional de España

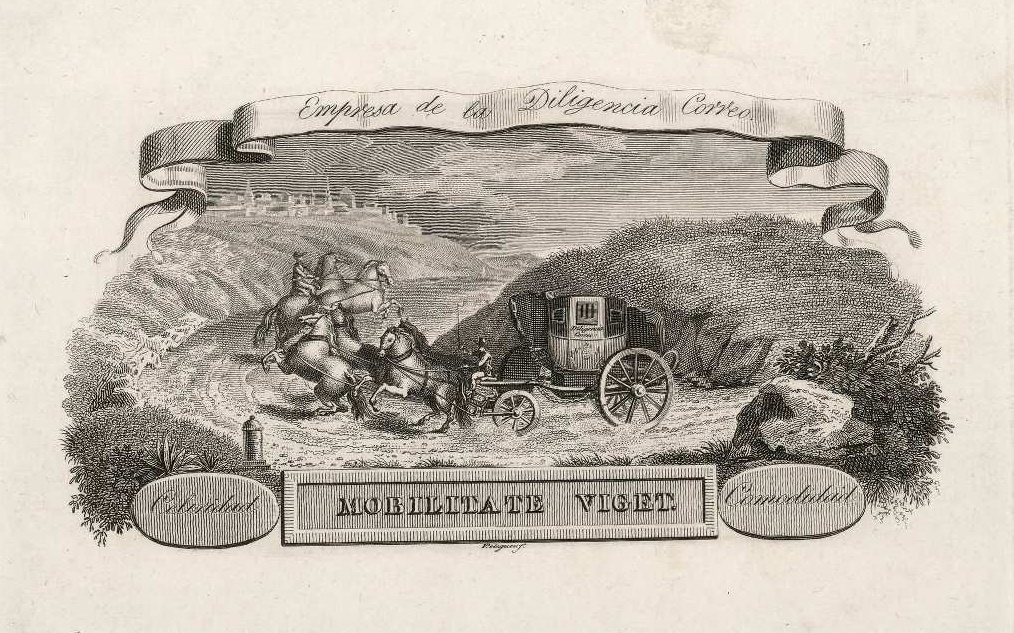
Anuncio de la Empresa de la Diligencia Correo, calcografía. Biblioteca Nacional de España

Vicente Peleguer y Miralles (Valencia, 1793-Madrid, 25 de julio de 1865) fue un grabador a buril, litógrafo y coleccionista español, hijo del también grabador Manuel Peleguer.

## Biografía
Formado en la Academia de Bellas Artes de San Carlos de Valencia, en 1814 todavía se hallaba en su ciudad natal, pues en esa fecha firmó en Valencia el retrato en óvalo y de perfil de Fernando VII, con la inscripción: «Restituido à España en 24 de Marzo de 1814, / Entró en Valencia en 16 de Abril del mismo año». No tardó, sin embargo, en trasladarse a Madrid y en octubre de 1818 ya era admitido como académico de mérito en la Real Academia de Bellas Artes de San Fernando, de la que también fue profesor en las clases elementales de grabado.
Como litógrafo, antes de disponer de su propia litografía, debió de formarse en el Establecimiento litográfico del Depósito General de la Guerra, instalado en Madrid hacia 1822 bajo la dirección de José Ribelles y Palomar, oficial del ejército y también valenciano, pues dentro del exiguo catálogo de obras salidas del establecimiento en su corta vida dos llevan la firma de Peleguer: el retrato de Antonio Remón Zarco del Valle, fechado en Sevilla en 1823, a donde hubo de trasladarse el establecimiento, acompañando a la salida de la corte de Madrid por la invasión de los Cien Mil Hijos de San Luis, y el retrato de Francisco Javier Venegas, marqués de la Reunión, con la inscripción «Dibujo por V. Peleguer, Litografía del Deposo Genrl de la Guerra dirigida por J. Ribelles». En 1827, el mismo año en que José de Madrazo obtuvo del rey la concesión de una exclusiva por diez años para su Real Establecimiento Litográfico alegando que los grabados que salían de los establecimientos particulares eran tan imperfectos que solo podían considerarse como ensayos, Peleguer tenía en Madrid su propia litografía, como hacía constar en su autorretrato, con el que concurrió junto con otras piezas salidas de su taller a la Exposición de los productos de la Industria Española celebrada ese año, en la que obtuvo medalla de plata —la misma que el Real Establecimiento de Madrazo— con un «honroso y expresivo encomio» por parte del jurado.

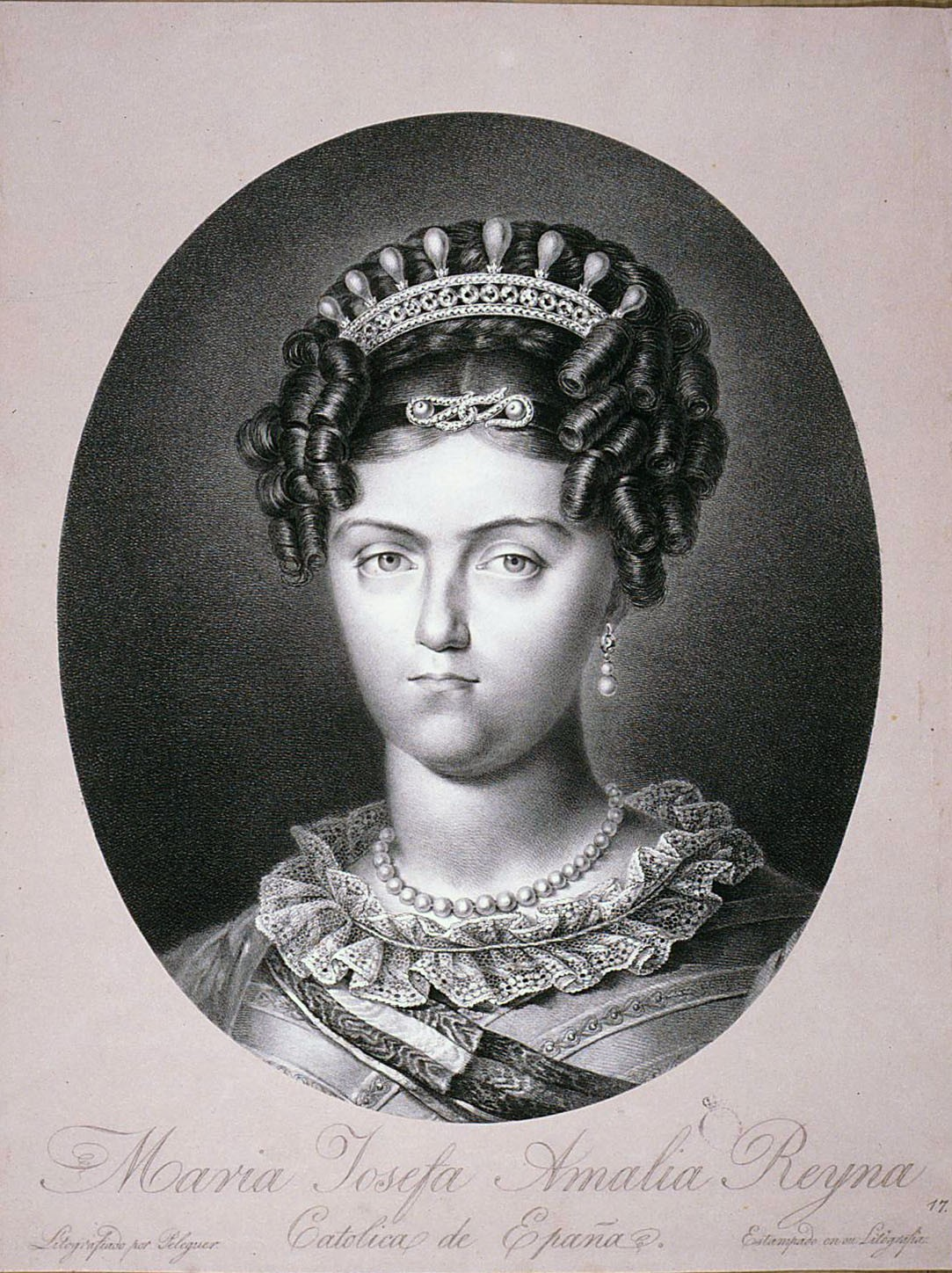
Retrato de la reina María Josefa Amalia, litografía. Firma: «Litografiado por Peleguer / Estampado en su litografía». Madrid, Real Academia de Bellas Artes de San Fernando

No satisfecho con el monopolio otorgado a Madrazo, en febrero de 1827 Peleguer se dirigió a la Academia de San Fernando solicitando que de él quedase excluido el cuadro de Santa Isabel de Hungría curando a los tiñosos de Murillo, en depósito por entonces en la Academia, en el que decía llevaba trabajando desde 1822 en un grabado calcográfico, «sin perjuicio de litografiarlo también, a cuyo fin se ha dedicado al estudio de la litografía, como lo acredita una memoria científica que tiene escrita y las estampas de dibujo y de letra que presentaba». Peleguer consiguió el apoyo de la Academia, que informó favorablemente la petición, recordando además los muchos gastos en que había incurrido, pero su solicitud fue rechazada en Palacio, como las restantes peticiones en contra del monopolio presentadas tanto por la Academia de San Fernando como por la de San Carlos.
Grabador de cámara, además del citado retrato de Fernando VII, en 1818 dibujó y grabó por pintura de Jean Bauzil el retrato doble del rey y su segunda esposa, María Isabel de Braganza, y de su establecimiento litográfico, litografiado por él también salió el retrato de la tercera esposa, María Josefa Amalia de Sajonia. 
Firmó también, entre otros, el retrato de fray Cirilo Alameda y Brea (1819), por pintura del mismo Bauzil, y el del agustino fray Diego González Tadeo para ser estampado al frente de la edición de sus Poesías (Barcelona, Juan Francisco Piferrer, 1824). En el grabado de reproducción destaca por precoz la estampa de Santa Catalina Virgen y Mártir según una pintura de Jerónimo Jacinto Espinosa destruida en 1936, buril y aguafuerte fechado en 1807. Cabe recordar dentro de este género también el que reproduce, con fines devocionales, el Cristo crucificado de Velázquez, fechado en 1816, el dibujo de un Santo Tomás de Aquino atribuido a Francisco Ribalta para ser grabado por su padre en 1823, o El arcángel san Rafael y Tobías por pintura de Salvator Rosa, que firmó «Peleguer el hijo».
Según Manuel Ossorio, reunió una extensa colección de objetos artísticos y curiosos gracias a su laboriosidad y dilatada carrera en sus muchos viajes, colección que a su muerte fue vendida en París.